# Mameluk (1909)
Mameluk (fr. Mameluck) – francuski niszczyciel z okresu I wojny światowej. Jednostka typu Spahi. Okręt wyposażony w cztery kotły parowe opalane węglem (zapas paliwa 95 t) i dwie maszyny parowe. W czasie I wojny światowej operował na Morzu Śródziemnym. 5 czerwca 1916 roku, w pobliżu Korfu, w czasie ataku na okręt podwodny staranował przypadkowo i zatopił francuski niszczyciel "Fantassin". "Mameluk" przetrwał wojnę. Został skreślony z listy floty w lutym 1928 roku.
14 grudnia 1917 roku eskortował na Morzu Jońskim wraz z niszczycielem „Lansquenet” krążownik „Châteaurenault”, służący jako transportowiec wojska. Rano krążownik został zatopiony na północ od Kefalonii przez niemiecki okręt podwodny UC-38, po czym „Mameluk” wziął na pokład 720 rozbitków. „Lansquenet” zmusił okręt podwodny do wynurzenia bombami głębinowymi, po czym okręt podwodny został zatopiony przez niszczyciele.